# Cantonul Arles-Est
Cantonul Arles-Est este un canton din arondismentul Arles, departamentul Bouches-du-Rhône, regiunea Provence-Alpes-Côte d'Azur, Franța.

## Comune
- Arles (parțial, reședință)
- Fontvieille
- Saint-Martin-de-Crau